# Richard Ekwall
Nils Richard Robertsson Ekwall, född 17 januari 1873 i Oskarshamn, död 16 december 1932 i Stockholm, var en svensk väg- och vattenbyggnadsingenjör.
Efter examen vid Kungliga Tekniska högskolan 1896 och genomgången kurs för inträde i Väg- och vattenbyggnadskåren blev Ekwall i nämnda kår löjtnant 1902, kapten 1911, major 1923, överstelöjtnant 1930 och överste 1932. Han var 1898–1900 biträdande ingenjör i södra väg- och vattenbyggnadsdistriktet, 1900–1902 stadsingenjör i Köping, 1902–1905 biträdande ingenjör i Väg- och vattenbyggnadsstyrelsen, 1906 arbetschef och kontrollant vid utvidgningen av Albrektssunds kanal och 1907 kontrollant för hamnbyggnaden i Örnsköldsvik. År 1908 var han sekreterare i Hammarbyledskommittén och i samband därmed biträdande vid utarbetandet av planer för Hammarbyleden.
Under sin verksamhet i Väg- och vattenbyggnadsstyrelsen uppgjorde Ekwall konstruktionsritningar till en av de i Sverige först utförda bågbroarna av armerad betong, nämligen vägbron över järnvägen Tillberga-Ludvika vid Ramnäs och i samarbete med Axel Björkman förslag till dubbelspårig järnvägsbro mellan Långholmen och Smedsudden för den då planerade infarten till Stockholm för statsbanorna. 
År 1908 blev Ekwall tillförordnad distriktsingenjör i nedre norra väg- och vattenbyggnadsdistriktet och 1909 i övre norra distriktet. År 1912 fick han samma befattning i östra distriktet. Åren 1924–1930 var han vägsakkunnig i Jönköpings län och 1930–1932 var han vägingenjör i samma län. År 1929–1930 var han tillförordnad distriktschef vid södra väg- och vattenbyggnadsdistriktet. År 1932 blev han överdirektör för Väg- och vattenbyggnadsstyrelsen och chef för Väg och vattenbyggnadskåren, men avled kort därefter till följd av sjukdom.
Från 1927 innehade Ekwall förordnande som särskild vattenrättsingenjör i målet om Vänerns reglering. År 1911 tilldelades han Polhemspriset för en avhandling om "Järnbetongkonstruktioners beräkning".  Han vilar i Gustaf Vasa kyrkas kolumbarium i Stockholm.